# 卢宗澄
卢宗澄（1906年—1995年），男，浙江海盐人，中国无线电通信工程专家，曾任中国电子学会副理事长，第三、四、五、六届全国政协委员。